# Donalds
Donalds és una població dels Estats Units a l'estat de Carolina del Sud. Segons el cens del 2000 tenia 354 habitants.

## Demografia
Segons el cens del 2000, Donalds tenia 354 habitants, 134 habitatges i 95 famílies. La densitat de població era de 162,7 habitants/km².
Dels 134 habitatges en un 32,8% hi vivien nens de menys de 18 anys, en un 50% hi vivien parelles casades, en un 15,7% dones solteres, i en un 29,1% no eren unitats familiars. En el 26,9% dels habitatges hi vivien persones soles l'11,9% de les quals corresponia a persones de 65 anys o més que vivien soles. El nombre mitjà de persones vivint en cada habitatge era de 2,64 i el nombre mitjà de persones que vivien en cada família era de 3,22.
Per edats la població es repartia de la següent manera: un 27,4% tenia menys de 18 anys, un 7,1% entre 18 i 24, un 33,6% entre 25 i 44, un 16,1% de 45 a 60 i un 15,8% 65 anys o més.
L'edat mediana era de 34 anys. Per cada 100 dones de 18 o més anys hi havia 81 homes.
La renda mediana per habitatge era de 32.083 $ i la renda mediana per família de 35.417 $. Els homes tenien una renda mediana de 32.045 $ mentre que les dones 17.321 $. La renda per capita de la població era de 14.333 $. Entorn del 9% de les famílies i el 12% de la població estaven per davall del llindar de pobresa.

## Poblacions més properes
El següent diagrama mostra les poblacions més properes.